# بن الدریج
بن الدریج (انگلیسی: Ben Aldridge؛ زادهٔ ۱۲ نوامبر ۱۹۸۵) هنرپیشه اهل بریتانیا و متولد شهر اکستر است.

## زندگی
او از آکادمی موسیقی و هنرهای نمایشی لندن فارغ‌التحصیل شده‌است. الدریج از سال ۲۰۰۴ میلادی تاکنون فعالیت دارد. از فیلم‌ها یا برنامه‌های تلویزیونی که وی در آن نقش داشته‌است، می‌توان به معشوقه شیطان، مرد راه‌آهن، حکومت، فلیبگ و پنی‌ورث اشاره کرد.
در ۲۷ ژوئن ۲۰۲۰، الدریج در صفحهٔ اینستاگرامیش، خود را عضوی از جامعهٔ ال‌جی‌بی‌تی معرفی کرد.